# Троїцьке (Ульяновська область)
Троїцьке (рос. Троицкое) — село в Інзенському районі Ульяновської області Російської Федерації.
Населення становить 263 особи. Входить до складу муніципального утворення Інзенське міське поселення.

## Історія
Від 2004 року входить до складу муніципального утворення Інзенське міське поселення.

## Населення
| 2010 |
| ---- |
| 263  |